# 名学館
株式会社名学館ホールディングス（めいがくかんホールディングス、英: Meigakukan Holdings Co., Ltd.）は、愛知県名古屋市昭和区と東京都港区に本社を置く学習塾運営会社である。

## 概要
個別指導学習塾として全国にチェーン展開しており、「人のためにより良く生きる」を経営理念とし、学習フィールドでの疑問撲滅を目標に「わかりませんは大歓迎!」を教育スローガンに掲げている。また、「こども110番の家」に全国の校舎で協力している。企業としての名学館は、直営校以外にフランチャイズの展開も行っており、 このほか医系専門予備校「メディカルラボ」の運営も行っている。代表を務める佐藤剛司は、金銭的理由で塾に通えない子どもや児童養護施設の子どもを受け入れている 「寺子屋道」にボランティア講師の派遣も行っている。

## 沿革
- 1988年（昭和63年）3月 - 個人塾として創業[1]。
- 1990年（平成2年）10月 - 「有限会社藤総合学園」として設立[1]。
- 1998年（平成10年）10月 - 株式会社へ組織変更。「株式会社名学館」に商号を変更[1]。
- 2002年（平成14年）11月 - 名学館代表　佐藤剛司が著書第一弾　「よみがえれ日本「真」教育富国論」を出版。
- 2003年（平成15年）東京本部を港区の六本木ヒルズに移転（現在はヒルズから退去している）。フランチャイズ本部としての機能を強化。
- 2004年（平成14年）全国展開している塾として、日本で初めて（ANAB調べ）、国際品質規格ISO9001を取得。
- 2004年（平成14年）10月 - 名学館代表　佐藤剛司が著書第二弾　「人の採り方・育て方で元気な会社になる」を出版。
- 2005年（平成17年）8月 - 日本証券業協会グリーンシートに登録[1]。
- 2008年（平成20年）1月 - 株式会社稲門進学ゼミ（現・株式会社名学館EXCEL）を子会社化[1]。
- 2009年（平成21年）1月 - 「医系専門予備校 メディカルラボ」の運営開始[1]。
- 2012年（平成24年）3月 - 名学館代表　佐藤剛司が著書第三弾「わが子が勉強好きになる4つのヒント」を出版。

※Amazonベストセラーランキング・子育て部門1位、全書籍中2位となる(2012年3月29日時点調べ)
- 2012年（平成24年）8月 - 名学館代表　佐藤剛司が著書第四弾　「だから今 教育富国論」を出版。
- 2012年（平成24年）9月 - 名学館代表　佐藤剛司が著書第五弾　「起業して成功するための7つの秘訣」を出版。

※Amazonビジネス・経済、企業経営 実践経営・リーダーシップ部門1位、全書籍中2位となる(2012年9月14日時点調べ)。
- 2013年（平成25年）3月 - 「名学館EXCEL」を完全吸収合併[1]。
- 2014年（平成26年）6月 - 医療介護事業に新規参入。
- 2015年（平成27年）3月 - 不動産仲介会社の株式会社ワンズリアルコミュニケーションズ（現 不動産ナビプラザ株式会社）の第三者割当増資を引き受け、子会社化する[1]。
- 2015年（平成27年）6月 - 株式会社 名学館から株式会社 名学館ホールディングスに社名を変更[1]。

## 事業所
- 本社・名古屋本部（愛知県名古屋市昭和区）[2]
- 東京本社（東京都渋谷区）[2]

## 関連会社
- 株式会社名学館ディスカバリー[1]
- 名学館ファイナンシャル・アドバイザリー株式会社[1]
- 株式会社ヒューマンテラス[1]